# Héraklion (district régional)
Pour les articles homonymes, voir Héraklion (homonymie).
Le district régional d’Héraklion (grec moderne : Περιφερειακή ενότητα Ηρακλείου) est l'un des quatre districts régionaux de la périphérie de Crète, en Grèce. Il a succédé au nome d’Héraklion au 1er janvier 2011 dans le cadre de la réforme Kallikratis. Son chef-lieu est Héraklion.

## Géographie
Le district régional d'Héraklion est frontalier des districts régionaux de Réthymnon à l'ouest et du Lassíthi à l'est. Les zones agricoles se situent principalement dans la partie nord et centrale du district, les montagnes occupant le reste du territoire. Le principal sommet dominant ce district est le Mont Ida.

## Démographie
- 1991 — 263 868, densité : 99,91 /km2
- 2001 — 292 482, densité : 110,75 /km2
- 2001 — 305 490, densité : 115,65 /km2

## Habitants célèbres
- Dhomínikos Theotokópoulos (Δομήνικος Θεοτοκόπουλος), plus connu sous le nom de Le Greco est né en 1541, à Fódele.
- Níkos Kazantzákis, né à Héraklion en 1883, et dont un dème porte désormais son nom.

## Dèmes (municipalités)

Carte des dèmes du district régional d'Héraklion depuis la réforme Kallikratis

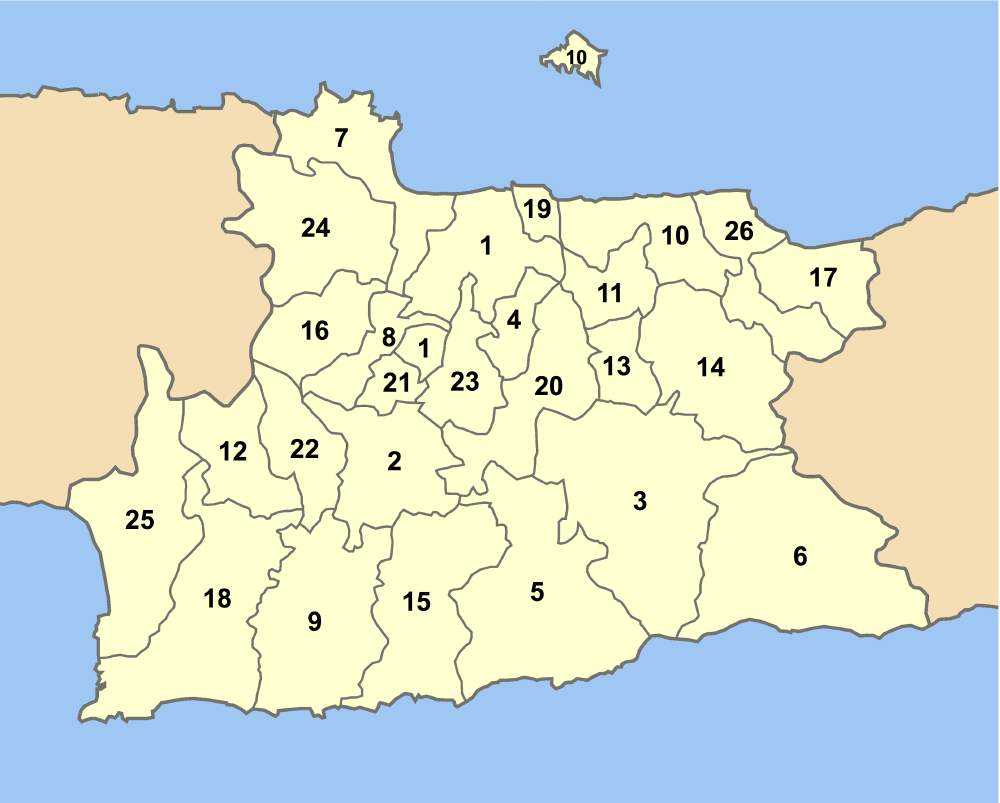
Carte des dèmes du nome d'Héraklion avant la réforme Kallikratis, qui sont les districts municipaux actuels

Lors de la réforme Kallikratis (2011), les 26 anciens dèmes du nome d'Héraklion sont fusionnés en 8 nouveaux dèmes, dont ils deviennent des districts municipaux. Les numéros correspondent à leur emplacement sur la carte.
| Nouveau dème                          | Chef-lieu                                                 | District municipal   | Code YPES | Chef-lieu (si différent) | Code postal   | Préfixe tél. |
| ------------------------------------- | --------------------------------------------------------- | -------------------- | --------- | ------------------------ | ------------- | ------------ |
| 2.Archánes-Asteroússia                | Pezá (sièges historiques : Archánes / Pyrgos)             | 4.Archánes           | 1903      |                          | 701 00        | 2810-3, 7    |
| 2.Archánes-Asteroússia                | Pezá (sièges historiques : Archánes / Pyrgos)             | 5.Asteroússia        | 1904      | Pyrgos                   | 700 10        | 28920-2      |
| 2.Archánes-Asteroússia                | Pezá (sièges historiques : Archánes / Pyrgos)             | 20.Nikos Kazantzakis | 1920      | Péza                     | 701 00        | 2810-74      |
| 7.Phaistos                            | 17.Míres (siège historique : Tymbáki)                     | Míres                | 1918      |                          | 704 00        | 28920-2      |
| 7.Phaistos                            | 17.Míres (siège historique : Tymbáki)                     | 25.Tymbáki           | 1925      |                          | 702 00        | 28920-5      |
| 7.Phaistos                            | 17.Míres (siège historique : Tymbáki)                     | 12.Zarós             | 1911      |                          | 700 02        | 28940-3      |
| 4.Gortyne                             | Agioi Deka                                                | 2.Ayía Varvára       | 1901      | Ayía Varvára             | 700 03        | 28940-2      |
| 4.Gortyne                             | Agioi Deka                                                | 9.Gortyne            | 1908      | Agioi Deka               | 700 12        | 28930        |
| 4.Gortyne                             | Agioi Deka                                                | 15.Kófinas           | 1915      | Asími                    | 700 10        | 28930        |
| 4.Gortyne                             | Agioi Deka                                                | 22.Roúvas            | 1921      | Gérgeri                  | 700 03        | 2890-4       |
| 1.Héraklion                           | Héraklion (siège historique : Néa Alikarnassós)           | 8.Gorgolaḯnis        | 1907      | Ágios Mýron              | 700 12        | 2810-72      |
| 1.Héraklion                           | Héraklion (siège historique : Néa Alikarnassós)           | 1.Héraklion          | 1912      |                          | 710 xx-720 xx | 2810         |
| 1.Héraklion                           | Héraklion (siège historique : Néa Alikarnassós)           | 19.Néa Alikarnassós  | 1919      |                          | 716 xx        | 2810         |
| 1.Héraklion                           | Héraklion (siège historique : Néa Alikarnassós)           | 23.Témenos           | 1922      | Profítis Ilías           | 715 00        | 2810-89      |
| 1.Héraklion                           | Héraklion (siège historique : Néa Alikarnassós)           | 21.Palianí           | 1923?     | Veneráto                 | 700 11        | 2810-79      |
| 8.Chersónissos                        | Gournes                                                   | 26.Chersonissos      | 1926      | Liménas Chersoníssou     | 700 14        | 28970-2      |
| 8.Chersónissos                        | Gournes                                                   | 11.Episkopí          | 1910      |                          | 700 10        | 2810-77      |
| 8.Chersónissos                        | Gournes                                                   | 10.Gouvès            | 1909      |                          | 700 14        | 28970-4      |
| 8.Chersónissos                        | Gournes                                                   | 17.Malia             | 1917      |                          | 700 07        | 28970-3      |
| 5.Malevízi                            | Gázi                                                      | 7.Gazi               | 1906      |                          | 714 xx        | 2810-82      |
| 5.Malevízi                            | Gázi                                                      | 16.Krousónas         | 1916      |                          | 700 01        | 2810-71      |
| 5.Malevízi                            | Gázi                                                      | 24.Tylissos          | 1924      |                          | 715 00        | 2810-83      |
| 6.Minóa Pediáda (« Plaine minoenne ») | Evangelismos (sièges historiques : Kastélli & Arkalochóri | 3. Arkalochóri       | 1902      |                          | 703 00        | 28910-2      |
| 6.Minóa Pediáda (« Plaine minoenne ») | Evangelismos (sièges historiques : Kastélli & Arkalochóri | 14.Kastelli          | 1914      |                          | 700 03        | 28910-3      |
| 6.Minóa Pediáda (« Plaine minoenne ») | Evangelismos (sièges historiques : Kastélli & Arkalochóri | 13.Thrapsano         | 1913      |                          | 700 06        | 28910-4      |
| 3.Viánnos                             | Áno Viánnos                                               | 6.Viannos            | 1905      | Ano Viannos              | 700 04        | 28950-2      |